# Józefów Witowicki
Józefów Witowicki – kolonia wsi Witowice w Polsce, położona w województwie świętokrzyskim, w powiecie staszowskim, w gminie Bogoria. Stanowi samodzikelne sołectwo.
W latach 1975–1998 kolonia administracyjnie należała do województwa tarnobrzeskiego.

## Historia
Pod koniec XIX wieku, według „Słownika Geograficznego Królestwa Polskiego i innych krajów słowiańskich”, Józefów Witowicki nosił nazwę Józefów i był folwarkiem we wsi Witowice należącej do ówczesnego powiatu sandomierskiego, gminy Górki i parafii Olbierzowice. W 1882 r. folwark Józefów liczył 17 mieszkańców zamieszkałych w 1 domu. W 1886 roku wraz z folwarkiem Witowice wchodził w skład dóbr witowickich. Obejmował wówczas 85 mórg gruntów ornych i ogrodów, 19 mórg łąk, 4 morgi pastwisk, 157 mórg lasów oraz 3 morgi nieużytków. Znajdowały się w nim 3 drewniane budynki. 

## Turystyka
Miejscowość znajduje się na odnowionej trasie Małopolskiej Drogi św. Jakuba z Sandomierza do Tyńca, która to jest odzwierciedleniem dawnej średniowiecznej drogi do Santiago de Compostela.